# LWS-2009
LWS-2009 (71-154) – częściowo niskopodłogowy, ośmioosiowy tramwaj produkcji petersburskich zakładów PTMZ.

## Konstrukcja
Tramwaje LWS-2009 stylistyką bazują na modelu LWS-2005, jednak w odróżnieniu od LWS-2005 tramwaje LWS-2009 są trójczłonowe i ośmioosiowe. Udział niskiej podłogi wynosi 43%. Każdy z czterech wózków ma dwa silniki o mocy 90 kW każdy. 

### 71-154
Tramwaje 71-154 są tramwajami dwukierunkowymi i dwustronnymi, wyprodukowanymi dla Wołgogradu. 71-154 może pomieścić 225 pasażerów w tym 50 na miejscach siedzących. 

### 71-154M
Tramwaje 71-154M to tramwaje jednokierunkowe i jednostronne. W tej odmianie zastosowano silniki asynchroniczne prądu przemiennego o mocy 90 kW każdy. Pojemność wagonu wzrosła do 231 pasażerów w tym 56 na miejscach siedzących. 

## Dostawy
Ogółem wyprodukowano 11 tramwajów LWS-2009 (w tym 10 typu 71-154). Pierwszy tramwaj 71-154 dostarczono do Wołgogradu 13 grudnia 2008 r. Tramwaje dla Wołgogradu wytworzono dla linii szybkiego tramwaju Metrotram, natomiast tramwaj 71-154M został wyprodukowany dla Kijowa i kursuje na linii szybkiego tramwaju. 
| Państwo        | Miasto         | Typ            | Lata dostaw    | Liczba | Numery    |       |  |
| -------------- | -------------- | -------------- | -------------- | ------ | --------- | ----- |  |
| Rosja          | Wołgograd      | 71-154M        | 2008–2012      | 10     | 5838−5846 | [ 1 ] |  |
| Ukraina        | Kijów          | 71-154         | 2009           | 1      | 450       | [ 2 ] |  |
| Łączna liczba: | Łączna liczba: | Łączna liczba: | Łączna liczba: | 11     |           |       |  |